# Satisfaction corporelle
La satisfaction corporelle est un concept qui fait référence à la satisfaction qu’une personne a de son aspect corporel. Toutefois, la version négative du concept est souvent plus utilisée. L'« insatisfaction corporelle » correspond à l'écart entre l'apparence qu'une personne voudrait avoir et celle qu'elle a réellement; il s'agit d'une mesure subjective de soi. Ces deux notions sont très souvent liées à la notion d’image du corps qui est la représentation mentale que se fait un individu de son propre corps. 

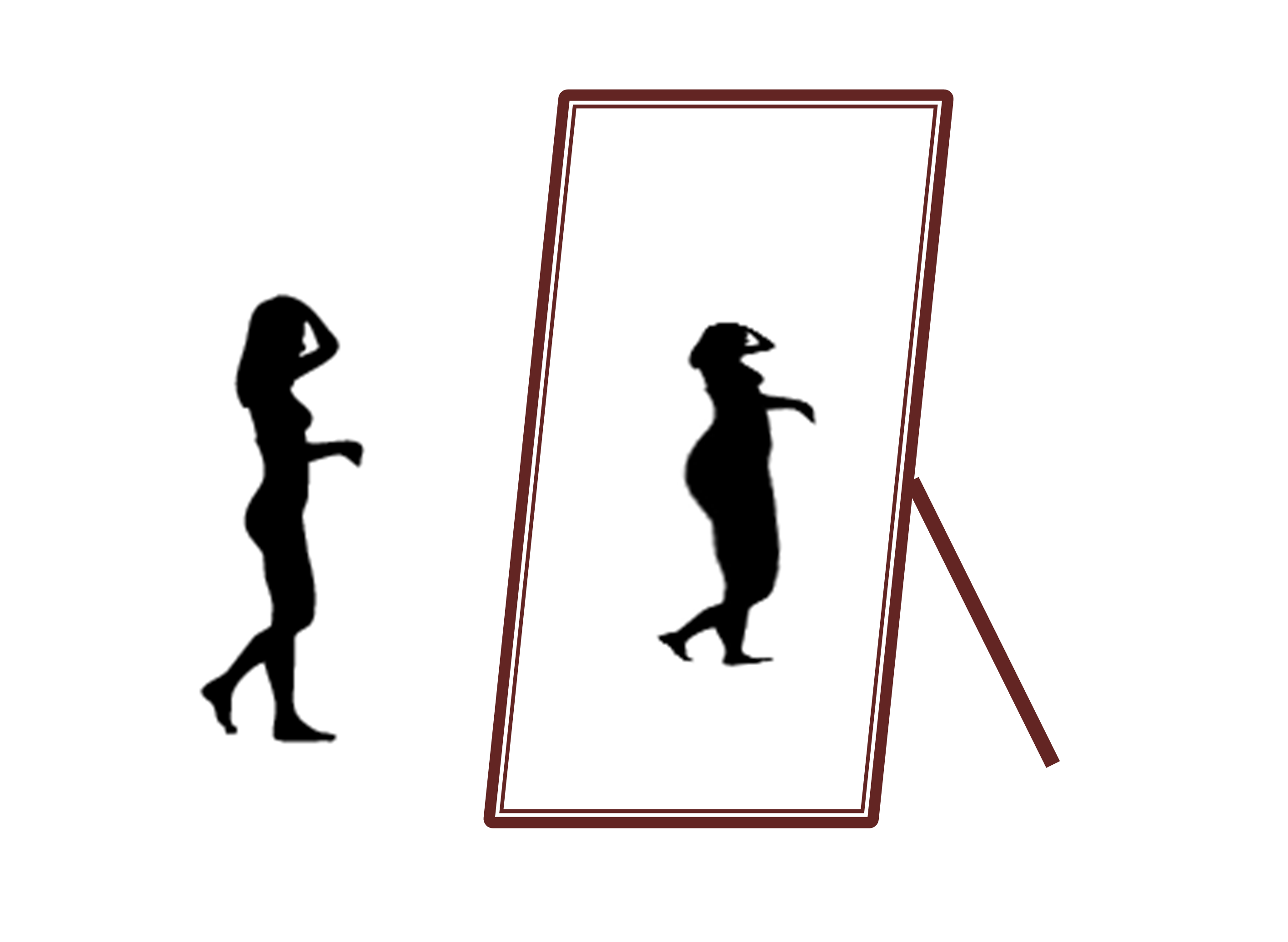
Perception erronée du corps.

Ces concepts sont utilisés dans des nombreux champs tels que la psychologie clinique, la psychologie sociale, la psychologie de la santé, la sociologie ou l'anthropologie.

## Histoire du concept
Les premiers écrits concernant la satisfaction corporelle sont apparus au XIXe siècle mais celle-ci s'est réellement développée à la fin des années 1980.

### Évolution selon le genre
Le fait de vouloir atteindre à tout prix la perfection du corps dictée par la société, souvent liée à un sentiment de « honte corporelle » n’est donc pas un phénomène qui touche exclusivement les femmes. 
Avant les années 1980, les études sur la satisfaction corporelle se sont concentrées sur les femmes car l’insatisfaction corporelle semblaient être un problème touchant presque uniquement des femmes. Mais depuis les années 1980, des études démontrent peu à peu que les hommes subissent aussi des pressions sociales concernant l’idéal du corps masculin ; beaucoup d’hommes souffrent d’insatisfaction corporelle et qu’une grande partie voudrait un corps plus musclé et moins gras que leur corps actuel.
L'insatisfaction corporelle se différentie cependant selon le genre.  Il est fréquent d'avoir une perception et une représentation erronées de son corps et de son poids. Mais, les femmes auront plus tendance à se voir en surpoids et les hommes en sous-poids. Les femmes tendent à vouloir perdre du poids (recherche d’un corps extrêmement mince : hanches minces, cuisses minces), alors que les hommes tendent à vouloir être plus musclés (recherche du corps en forme de V : grands biceps, grosse poitrine et grosses épaules). S'ajoutent souvent dans les deux cas un aspect « jeunisme » (vouloir un corps d'apparence jeune).
Dans les années 2010, le « comportement de selfie », la surveillance fréquente de son corps et le sentiment de honte corporelle sont statistiquement associés à l'appel à la chirurgie esthétique. La littérature scientifique existante suggère que le comportement de selfie peut être une nouvelle expérience d'auto-objectivation, notamment chez les jeunes femmes.

## Théories principales
Pour étudier ce concept, il est possible de se positionner du point de vue de deux grandes approches :
- D'une part, la théorie socioculturelle qui fait allusion à l'évolution que subit un phénomène ou un concept dans le temps.
- D'autre part, la théorie de la comparaison sociale de Leon Festinger qui fait allusion à la tendance qu'ont les individus à se comparer à autrui.

### Théorie socioculturelle
La théorie socioculturelle postule que les individus, et plus particulièrement les femmes, sont exposés constamment à des idéaux et des attentes vis-à-vis de ce qui est considéré comme étant attractif . Celle-ci prétend que les standards de beauté actuels dans notre société donnent une importance excessive à la minceur. Cette dernière est perçue comme étant l'idéal de beauté dans notre société alors que la taille moyenne des femmes a augmenté ces dernières années. Cependant, cette représentation du corps idéal n’a pas toujours été le même au fil du temps. Par exemple, durant la Préhistoire, les corps féminins imposants étaient signe de nourriture abondante et de fécondité. Durant l’Antiquité, les corps robustes des hommes et les corps bien proportionnés des femmes avec de larges hanches étaient vus positivement. Lors de la Renaissance, les corps des femmes bien en chair étaient signe de prospérité. Aujourd’hui, la norme a changé, et c’est le corps maigre qui est maintenant valorisé. Les corps corpulents sont vus comme malsains car ayant une mauvaise hygiène de vie. Cela démontre que ce qui est valorisé positivement en termes de beauté est le fait d'être mince, contrairement à l'obésité qui est dévalorisée.
De nombreux individus souhaiteraient avoir le contrôle de leur corps, toutefois des facteurs entrent en jeu et empêchent d'atteindre cet idéal qui est présent dans la société. Même si la question de la minceur peut être contrôlée, celle-ci n'est pas la seule caractéristique à prendre en compte. L'âge, la taille ou certaines caractéristiques faciales ne peuvent pas être contrôlés, même s’il existe des alternatives permettant la modification du corps comme la chirurgie esthétique.
La société exerce une forte pression sur les individus, allant jusqu'à faire croire qu'atteindre l'idéal de beauté inculqué par l'environnement socio-culturel, aura une influence directe sur la joie, la santé ou, encore, l'estime de soi. Cependant, les rituels imposés par la société actuelle permettant d’atteindre l'idéal de beauté sont nombreux et souvent en opposition avec l'idée d'une bonne santé. Il s'agit de rituels tels que les régimes, les implants mammaires ou autres types d'interventions chirurgicales.
Historiquement, l'idéal de beauté n'est pas un concept stable. Les idéaux défendus par la société ont constamment changé au fil du temps. Avant, l'importance était ciblée sur l'aspect biologique, notamment vis-à-vis de la reproduction (biologie). Actuellement, ce sont les pressions sociales et culturelles qui prennent le dessus, notamment à travers la pression qui est exercée par les pairs ou par les médias.
Par ailleurs, il faut prendre en compte les facteurs culturels. Les cultures orientales et occidentales diffèrent dans la perception de l’idéal de beauté. Dans les cultures orientales, la minceur est perçue négativement, non attractive et plutôt dévalorisée. Ainsi, dans des pays tels que la Chine, les formes sont appréciées car elles sont signe de longévité. De même, dans les cultures arabes, un corps féminin ayant des formes est associé à la fertilité .

### Théorie de la comparaison sociale
La théorie de la comparaison sociale définit la tendance des individus à se comparer à autrui par rapport à des facteurs personnels en fonction de la société et de la culture qui les entourent. Lorsqu’un individu se compare à autrui, il ne choisit pas sa cible au hasard. Selon Miller, Turnbull et McFarland, il faut distinguer entre «les cibles universalistes et les cibles particularistes».
On parle de cible «universaliste» lorsque l’individu se compare à une cible globale par rapport à un aspect concret (ex. : lorsqu’un homme se compare aux autres hommes vis-à-vis de sa musculature).
Par contre, on parle de cible « particulariste » lorsqu’un individu se compare à une cible qui appartient à son groupe ou avec qui il partage un lien ou une identité.
Cette comparaison sociale peut s’effectuer «vers le haut» ou «vers le bas». La comparaison sociale dite vers le haut signale la tendance à se comparer à un individu qui est considéré comme supérieur à soi contrairement à la comparaison sociale dite « vers le bas » qui indique une comparaison faite envers quelqu’un considéré comme inférieur à soi. Wood postule que les individus ont souvent tendance à se comparer à des personnes supérieures pour s’améliorer eux-mêmes. Toutefois, alors que ce type de comparaison peut s’avérer être une source de motivation, elle peut aussi avoir des conséquences négatives sur l’estime de soi et sur la confiance en soi. À l’inverse, Wood postule que le fait de se comparer à quelqu’un considéré comme étant inférieur contribue à l’amélioration de soi. Ainsi, ce type de comparaison est surtout utilisé lorsque l’individu se sent malheureux afin de se ressourcer et de se sentir mieux avec lui-même.
La théorie de la comparaison sociale peut expliquer comment l’exposition à un idéal socioculturel de beauté et de minceur contribue à une augmentation de l’insatisfaction corporelle.
Toutefois, il faut savoir qu’il existe des différences individuelles qui font que certaines personnes sont plus vulnérables que d’autres aux pressions créées par la société et la culture vis-à-vis de l’apparence. D’abord, les personnes incertaines par rapport à elles-mêmes, ayant une faible estime de soi ou étant dépressives, vont davantage se comparer aux autres. L’insatisfaction corporelle de ces personnes et leur besoin de se rassurer peut aussi les amener à se comparer davantage.
Concernant les femmes, Striegel-Moore, McAvay et Rodin ont mené une étude qui démontre que les participantes témoignant d’une plus forte insatisfaction corporelle sont celles qui ont plus tendance à se comparer à autrui.

## Mesure de la satisfaction corporelle
Il existe deux types d’études qui analysent l’implication de ces théories sur la question de la satisfaction corporelle : les études corrélationnelles et les études expérimentales.
Les études corrélationnelles mesurent le lien qui existe entre la satisfaction corporelle et les différences interindividuelles. Elles postulent que plus la tendance à se comparer à autrui est forte, moindre sera la satisfaction corporelle.
Heinberg et Thompson ont réalisé une étude afin d’évaluer l’importance des différents groupes sociaux dans l’évaluation de 7 caractéristiques physiques. Finalement, c’est le groupe des « amis/pairs » qui possède la plus grande importance dans l’évaluation, et tant pour les femmes que pour les hommes. Toutefois, une différence a été remarquée au niveau du genre. Chez les hommes, le groupe « célébrité » est significativement plus important que chez les femmes.
Par ailleurs, ces chercheurs ont aussi trouvé que les éléments vis-à-vis de l’apparence corporelle sont associés à la présence d’insatisfaction corporelle et des troubles alimentaires chez les femmes, alors que ce n’est pas le cas chez les hommes.
Les études expérimentales mesurent l'effet de la manipulation de la comparaison sociale sur l'image du corps subjective d'un individu. Généralement, on expose un groupe d'individus à des cibles (mannequins, spots publicitaires) pour mesurer les changements vis-à-vis de l'image corporelle qu'un individu a de son propre corps. Les études proposent donc un questionnaire immédiatement avant et immédiatement après l'exposition aux cibles.
Heinberg et Thompson ont mené une étude où ils indiquaient à la moitié des participants que leur poids était au-dessus de la moyenne et à l'autre moitié que leur poids était en-dessous de la moyenne. Ils ont émis l'hypothèse que les participants à qui on avait dit que leur poids était au-dessus de la moyenne auraient une plus forte insatisfaction corporelle, et cela s'accentuerait si le groupe qui les évaluait était de type «particulariste». Contrairement à ce qu'ils attendaient, la manipulation expérimentale vis-à-vis du type de comparaison («vers le haut» vs. «vers le bas») n'a eu aucune influence. Au contraire, le type de cible auquel ils étaient exposés a bel et bien eu une influence sur l'image corporelle. Notamment, les participants devant faire face à un groupe «particulariste» (étudiants de leur université) témoignent d'une plus forte insatisfaction corporelle. Les auteurs de cette étude expliquent les résultats de deux manières :
- La comparaison sociale est un phénomène qui menace l'image subjective de soi, peu importe si elle est faite vis-à-vis de quelqu'un considéré comme supérieur ou vis-à-vis de quelqu'un considéré comme inférieur.
- Les individus considèrent l'évaluation faite par un groupe «universaliste» comme non pertinente du fait que les individus appartenant à ce groupe sont perçus comme n'étant pas similaires ou proches d'eux.

Une étude menée par Faith, Leone et Allison a donné des résultats similaires à ceux recueillis dans l'étude de Heinberg et Thompson.

## Facteurs d'influence
Il existe différents facteurs qui influencent la satisfaction corporelle d’une personne et ceux-ci peuvent agir déjà très tôt dans l’enfance.
Premièrement, les différences individuelles et l'apparence physique peuvent influencer la perception corporelle d'une personne agissant par exemple sur la perception de l’image du corps, sur l’estime de soi, sur la résistance à intérioriser l’idéal du corps véhiculé par la société, sur la maitrise et le contrôle du corps ou encore sur les exercices physiques jouant sur l’humeur.
L'entourage d'une personne, c'est-à-dire la famille et les pairs, va jouer un rôle direct sur la satisfaction corporelle de cet individu en l'augmentant ou la réduisant.
Par ailleurs, la culture a aussi un rôle très important. En effet, les standards du corps idéal varient en fonction de la culture, opposant souvent les cultures occidentales aux cultures orientales. Ainsi, en dépit de corps similaires, certains individus seront plus satisfaits de leur corps que d’autres en fonction de la culture à laquelle ils appartiennent.
Les médias jouent également un rôle dans la perception que l’on a de notre propre corps. La manière dont ils l'influencent est expliquée par trois théories principales : la théorie de la comparaison sociale (1954) de Festinger, la théorie de la discordance de soi (en) (1987) d’Higgins et la théorie du schéma de soi (1977) de Markus.

### Les différences individuelles
Certains facteurs psychologiques peuvent prédire une image du corps positive et ainsi améliorer la satisfaction corporelle.
Premièrement, il y a l’estime de soi. Selon Furnham et Greaves, plus un individu a une grande estime de soi, plus il est susceptible d’être satisfait de son corps. Bien que ce constat soit valable tant pour les femmes que pour les hommes, Connors et Casey affirment qu’il existe une plus grande association entre l’estime de soi et la satisfaction du corps chez les femmes. Ceci serait expliqué par le fait que la satisfaction du corps est souvent plus importante et centrale chez les femmes que chez les hommes. Inversement, une personne ayant une faible estime d’elle-même serait moins satisfaite de son corps. L’estime de soi peut donc prédire la satisfaction corporelle d’une personne.
Afin d’améliorer l’image du corps, des programmes ont été mis en place, se focalisant sur l’estime de soi. Il serait plus efficace d’agir sur l’estime de soi plutôt que d’agir directement sur l’image du corps . Or, par le biais d’une estime de soi positive, l’image du corps en serait améliorée. Cependant, selon Steele et ses collègues, il faudrait des études supplémentaires pour confirmer la réelle efficacité de ces programmes.
Ensuite, le second facteur est la résistance à intérioriser l’idée de minceur du corps idéal. Ainsi, le fait de rejeter l’idéal de la minceur qu’impose la société occidentale, nous rendrait moins sensibles et de ce fait, moins susceptibles d’être insatisfait de notre corps. Le fait de donner une importance cognitive, comportementale et émotionnelle au corps dans l’évaluation générale de soi peut aussi influencer la satisfaction corporelle. Le fait d’utiliser plusieurs facteurs diversifiés dans l’évaluation de soi, peut permettre de diminuer l’impact d’une image négative de son corps dans son évaluation générale. C’est ce qu’on appelle l’investissement de l’image corporelle.
Les études sur l’intériorisation de l’idéal de minceur ont été particulièrement centrées sur les femmes et démontrent que même une faible exposition à des images de corps minces peut entraîner une intériorisation et de ce fait, une augmentation de l’insatisfaction de leur propre corps. Afin de mesurer le niveau d’intériorisation des idées de minceur idéale véhiculées par les médias, le "Sociocultural Attitudes to Appearance Questionnaire" est souvent utilisé.
D’après les études utilisant cette échelle, en ce qui concerne les hommes, Jones déclare que ceux ayant un score faible d’intériorisation du corps idéal musclé ont une plus grande satisfaction de leur corps. De même pour les femmes, Engeln-Maddox démontre que celles ayant obtenu un score plus faible d’intériorisation de l’idéal de minceur ont une satisfaction corporelle plus élevée.
Pour tenter de résister au phénomène d’intériorisation de cet idéal de minceur, les techniques d’interventions en éducation sont assez connues. Pour résumer, elles consistent à expliquer aux femmes que les standards de beauté du corps dans les sociétés occidentales ne sont pas une référence en soi et qu’ils ne sont pas vraiment réalistes. Si certains auteurs affirment l’efficacité de ces techniques pour diminuer l’intériorisation de ces idéaux chez les femmes, d’autres études ne démontrent pas cette diminution.
La thérapie cognitivo-comportementale est une autre approche qui peut également être utilisée. Celle-ci est basée sur « l’idée que les pensées négatives, sentiments, comportements et les perceptions que l’on a à propos du corps sont appris et peuvent être réappris». Hrabosky a même démontré que cette thérapie avait une grande efficacité pour promouvoir une image du corps positive chez certaines populations.
L’adhésion à l’idéologie féministe peut aussi diminuer le fait d’intérioriser les messages véhiculés par la société concernant le corps idéal. En effet, les attitudes féministes concernant l’image du corps permettent aux femmes d’être plus satisfaites que celles qui ne s'identifient pas à ces valeurs féministes.
Par ailleurs, le fait de s’identifier à une culture qui valorise des corps moins minces ou qui ne met pas autant l’accent sur l’apparence physique pour déterminer la valeur d’une femme peut permettre de ne pas intérioriser l’idéal de minceur de la société occidentale.
Un autre facteur pouvant prédire une image du corps positive est la maitrise et le contrôle du corps. Le constat principal est que les individus ayant un plus grand contrôle personnel et une meilleure maitrise de leur corps auront une meilleure satisfaction corporelle. De plus, ils seront plus optimistes en ce qui concerne le fait d’atteindre leur corps idéal.
Le sentiment de contrôle du corps favoriserait donc la satisfaction corporelle. Le culturisme est capable d’illustrer cette affirmation grâce à l’étude réalisée par Grogan et ses collègues. Ils déclarent que le culturisme permet aux femmes de prendre le contrôle de leur corps, et que cela a un impact positif sur la satisfaction corporelle, l’estime de soi et le sentiment de maitrise sur tous les aspects de leur vie.
Une autre explication possible pour l’insatisfaction corporelle masculine pourrait être trouvée dans la théorie de la masculinité menacée . Les changements dans la société par rapport au statut des femmes pourraient expliquer pourquoi les hommes se sentent menacés de ne plus pouvoir affirmer leur virilité. Afin de compenser les rôles perdus qui leur permettaient d’affirmer leur virilité, ces hommes vont focaliser leur attention sur leur apparence pour affirmer leur masculinité. Le fait d’être insatisfait face à son corps non musclé pourrait être expliqué par le fait qu’un corps musclé permet de se distinguer des femmes, et d’avoir un sentiment de puissance, de force et de domination.

### L'apparence physique
Il est possible de mesurer l’indice de masse corporelle (IMC) afin de voir si une personne est en bonne santé, si elle est en surpoids ou en sous-poids. De manière générale, un IMC normal (entre 18,5 et 24,9) est un bon facteur de satisfaction corporelle. Ainsi, plus le score de cette échelle est élevé, plus le risque de ressentir une insatisfaction corporelle est élevé. Le fait d’être en surpoids est donc un facteur de risque face à l’insatisfaction de son corps. Plus une personne sera éloignée de cet idéal de minceur, plus elle va ressentir les pressions de l’extérieur à se conformer à cette norme.
Un autre facteur lié à la satisfaction corporelle est l’âge du développement physique. Les changements du corps durant l’adolescence peuvent parfois causer une augmentation des préoccupations sur le poids et les habitudes alimentaires. Par ailleurs, les filles qui arrivent à maturité physique plus tôt, ont souvent une faible estime d’elles-mêmes. Pour les adolescents, c’est plutôt l’inverse puisque ceux qui ont une poussée de croissance et un développement de leurs muscles précoce, seront plus populaires et expérimenteront moins d’insatisfaction corporelle. L’âge du développement physique jouant un rôle important dans le développement émotionnel et social de l’adolescent, peut donc influencer leur satisfaction corporelle.

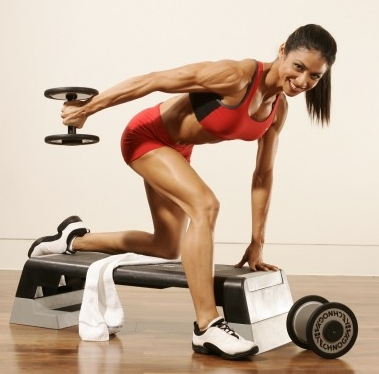
Femme faisant de l'exercice physique.

D’autre part, des comportements spécifiques peuvent influencer la satisfaction ou l’insatisfaction qu’une personne a de son propre corps. En effet, lorsque certains individus ne sont pas satisfaits de leur corps, ils ont souvent recours au sport afin d’atteindre leur idéal. Une différence existe entre les hommes et les femmes : les femmes font souvent du sport pour perdre du poids, alors que les hommes en font plutôt pour en gagner et augmenter leur musculature. Ainsi, participer à des activités physiques a un impact positif sur l’image du corps.
Par ailleurs, chez les adolescents, le fait de participer de manière fréquente à des activités physiques permet une augmentation du bien-être physique, psychologique et social. Ces activités ont un impact positif sur l’image de soi durant l’adolescence, et d’autant plus si ce sont des activités de groupe. Au contraire, le fait de ne participer à aucune activité physique augmente le risque d’obésité et ainsi le risque de connaître une insatisfaction corporelle. Cependant, ces pratiques sportives doivent être motivées par des raisons telles que le plaisir ou la santé pour être saines . Si au contraire, elles sont motivées par la perte de poids ou l’apparence, elles risquent d’être associées à des troubles alimentaires, ou à des comportements néfastes pour la santé tels que des régimes intensifs et excessifs.

### Les pairs et l’environnement familial
Le milieu social et familial peut avoir un impact sur la satisfaction ou l’insatisfaction corporelle. En effet, se retrouver dans un milieu qui souligne l’importance de l’apparence peut être un facteur de risque qui augmente l’insatisfaction corporelle. Le fait de ressentir une pression des pairs ou de la famille pour atteindre un corps mince peut influencer la vision de soi-même. Par exemple, être en présence d’une personne de son entourage faisant des régimes extrêmes, ou se critiquant sur son poids peut influencer son regard sur son propre corps. C’est aussi le cas lorsque les personnes reçoivent des critiques venant de leurs pairs, ou qu’elles entrent en compétition avec ces pairs, pour des partenaires potentiels.
Il existe aussi des facteurs de risques au sein du milieu familial puisque les femmes ayant des parents d’un faible niveau scolaire ressentent une satisfaction corporelle plus faible. C’est également le cas pour celles résidant avec leurs parents dans des zones rurales.
Par ailleurs, le fait d’avoir un bon soutien social est souvent lié à une bonne hygiène de vie et donc à une bonne satisfaction corporelle. Le support social peut être défini selon quatre dimensions: un soutien matériel (aide matérielle comme de l'argent), un sentiment d’appartenance (capacité d'interagir et de socialiser), un niveau de dévoilement (partage d’informations personnelles) et un degré d’intimité (niveau de proximité). Le soutien de la famille est très important dans l’image corporelle et les habitudes alimentaires. Ainsi, il est indispensable que les familles enseignent à leurs enfants des habitudes de vie saine afin de les aider à se construire une image d’eux-mêmes positives. La famille doit aussi procurer un soutien aux enfants car le manque de celui-ci peut être un facteur de risque de l’insatisfaction corporelle. En effet, ne pas être soutenu par sa famille ou ses amis pourrait créer chez l'enfant des sentiments négatifs à l'égard de son apparence. Le fait de vouloir absolument atteindre le corps idéal serait un moyen utilisé pour tenter de se faire accepter. De même, si les parents font des remarques négatives à leurs enfants à propos de leur poids, cela peut avoir une influence très négative sur leur satisfaction corporelle . C’est aussi le cas des mères qui font des régimes et qui sont préoccupées par leur poids, puisque cela augmente le risque d’encourager leurs enfants à faire de même et à être insatisfaits de leur corps. De même, pour les enfants avec un père tourné vers l’apparence et le désir d’être toujours plus musclé.

### La culture
Les modèles standards de beauté et du corps varient en fonction de la culture. Selon Grogan, les pressions culturelles peuvent affecter la valeur qu’un individu accorde à son corps bien plus que les images véhiculées par les médias. On peut remarquer qu’elles sont présentes très tôt dans l’enfance. En effet, une étude menée par Thompson, Corwin et Sargeant, avec des enfants de 9 ans démontre que le choix des enfants noirs concernant la taille du corps idéal se tourne vers des corps bien en chair contrairement aux enfants blancs qui choisissent des corps plus minces. Les différences ethniques concernant le corps idéal sont donc incorporées dès l’enfance chez les individus. Certains des jouets des enfants peuvent d’ailleurs influencer cette intériorisation de l’idéal de minceur. C’est par exemple le cas avec les poupées Barbie. Une étude a démontré que des petites filles de 8 ans exposées à des Barbie ressentaient davantage d’insatisfaction corporelle que celles qui ne l’étaient pas .
À l’adolescence, ce constat est aussi confirmé puisque des études ont relevé que les jeunes filles blanches auront plus tendance à se considérer comme étant en surpoids que les adolescentes noires. De plus, les adolescentes afro américaines sont moins susceptibles de faire des régimes et d’utiliser des techniques amaigrissantes contrairement aux filles blanches du même âge.
En ce qui concerne les femmes, des études révèlent que les femmes blanches anglaises et américaines ressentent plus d’insatisfaction de leur corps que les femmes noires afro-américaines et anglaises afro-caribéennes. Pour les hommes, les différences sont moins marquées entre les ethnies pour l’image du corps mais les hommes afro-américains sont généralement plus satisfaits de leur corps que les blancs. De plus, du point de vue des femmes, le corps de l’homme noir représente le corps idéal.
Ces constats peuvent être expliqués par le fait que selon le groupe ethnique auquel on appartient, le surpoids et l’obésité sont moins stigmatisés et donc plus facilement acceptés. Ainsi, une culture qui minimise l’idéal de minceur peut être un facteur de protection contre l’insatisfaction corporelle . En effet, les personnes afro-américaines perçoivent les corps bien portants de façon plus positive puisque la culture afro américaine favorise les rondeurs chez les femmes. Ces corps bien portants représentent un corps puissant, voluptueux et sexy dans ces cultures. Au niveau plus intime, les hommes noirs ont plus tendance à trouver une femme en surpoids attirante sexuellement que les hommes blancs. De ce fait, en dépit du même corps, une femme noire et une femme blanche n’auront pas la même satisfaction corporelle. Les femmes noires auront tendance à avoir une plus grande satisfaction corporelle.

### Les médias
Certaines études n’ont pas trouvé de lien entre les médias et l’insatisfaction corporelle et l’expliqueraient par d’autres facteurs tels que la personnalité ou l’environnement familial . D’autres études ont trouvé une influence seulement chez les personnes qui étaient déjà préoccupées par leur corps .
Cependant, plusieurs études et théories expliquent l’existence d’une influence des médias. Les images et les messages véhiculés par les publicités, les magazines ou encore les films, auraient un impact direct sur la satisfaction que les personnes ont de leur propre corps. Il existe 3 théories principales qui décrivent comment les médias peuvent influencer l’image qu’une personne a de son propre corps.
La première théorie est celle de la comparaison sociale de Festinger. Selon lui, toute personne ressent le besoin de s’auto-évaluer. Cependant, il est possible que certaines personnes n’y parviennent pas. C’est à ce moment qu’apparait le phénomène de comparaison sociale, qui décrit le fait de se comparer aux individus qui nous entourent afin de s’auto-évaluer. Deux types de comparaisons se dégagent de cette évaluation : la comparaison défavorable lorsque l’autre est jugé de manière plus positive que nous, et la comparaison favorable lorsque l’autre est jugé plus négativement.
Ainsi, l’image de l’homme et de la femme présentée dans les médias peut avoir une influence sur la satisfaction corporelle des individus, puisqu’ils vont constamment entrer en compétition avec ces idéaux. Or, le modèle de l’idéal masculin dans les médias est devenu de plus en plus musclé et souvent difficile à atteindre car irréaliste . En effet, les corps masculins médiatisés dépassent souvent le seuil de musculature naturelle et sont donc difficiles voire impossibles à atteindre. Il est aussi possible que l’insatisfaction corporelle chez les hommes soit augmentée car les médias présentent de plus en plus d’hommes dévêtus, ce qui donne une importance démesurée au corps masculin.
De même pour le modèle de l’idéal féminin qui est devenu de plus en plus mince et autant irréaliste que celui des hommes.
La seconde est la théorie de la discordance de soi d’Higgings. Elle déclare que les faiblesses émotionnelles des personnes seraient dues à des discordances au niveau de leur personne. Selon Higgins, il y aurait différents « soi » au sein d’un individu :
- le soi actuel : celui que nous sommes réellement.
- le soi idéal : celui que nous aimerions effectivement être.
- le soi exigé : celui que nous pensons être obligés d’être à travers l’obligation des autres.

Le soi idéal est celui qui est le plus susceptible d’être influencé par le monde extérieur : par les pairs, les médias ou encore la société. Une grande discordance entre les différents soi peut provoquer une insatisfaction corporelle et des réponses émotionnelles non négligeables chez les individus. Ainsi, il est possible de comprendre comment les images du corps véhiculées par les médias peuvent induire des émotions chez les individus tels que le stress ou un sentiment de mal-être. En effet, les personnes sont motivées à atteindre un état où le soi actuel correspond au soi idéal ou exigé. Or ces derniers sont fortement influencés par les images des médias, qui sont extrêmement irréalistes. En effet, comme dit précédemment, l’idéal masculin est de plus en plus musclé alors que l’idéal féminin est de plus en plus mince. L’expérience d’une discordance entre le soi actuel et le soi idéal ou exigé pourrait provoquer de l’inconfort et de l’insatisfaction corporelle .
Enfin, la dernière théorie expliquant comment les médias peuvent influencer l’image du corps est celle de Markus : la théorie du schéma de soi. Markus déclare que le schéma de soi est « la représentation mentale d’une personne, des éléments qui la distinguent des autres, les aspects qui constituent la personne qu’elle est ». Ces schémas de soi vont influencer la manière dont les individus vont traiter et incorporer les nouvelles informations reçues par l’environnement. Certains seront plus touchés par les messages des médias que d’autres. De ce fait, les informations véhiculées par les médias concernant le corps mince idéal influenceront plus facilement le soi de ces personnes, provoqueront de l’insatisfaction corporelle et une plus grande tendance à intégrer ces idées diffusées par la société.
L’image du corps peut donc être vue comme faisant partie du concept de soi pour la plupart des gens, les rendant ainsi extrêmement sensibles aux images du corps dans les médias.

## Conséquences
L’insatisfaction corporelle peut avoir des conséquences négatives sur les individus allant d’une faible estime de soi jusqu’à des troubles beaucoup plus graves comme les troubles alimentaires.
L’insatisfaction corporelle est associée à une estime de soi faible voire négative, et ce même chez les jeunes enfants. C’est d’autant plus le cas durant l’adolescence, qui est une période critique dans le développement de l’identité. L’insatisfaction corporelle peut donc avoir un impact sur l’image de soi, l’estime de soi et l’image du corps. Or, les adolescents sont conditionnés à croire que l’apparence physique est quelque chose de très important dans l’évaluation du soi et des autres. Ils donnent donc une importance démesurée à leur apparence et leur attrait physique puisqu'ils pensent que ceci va leur apporter de la popularité et un réseau d’amis. En effet, le succès social est considéré comme étroitement lié à l’attrait physique chez les adolescents. Chez les garçons par exemple, les capacités athlétiques font partie de la définition de la popularité et de la confiance en soi. Ils auront donc tendance à vouloir gagner en musculature pour gagner en popularité.
Cette insatisfaction corporelle durant l’adolescence peut persister en grandissant et donner lieu au développement de détresses mentales comme la faible estime de soi ou des symptômes dépressifs,
L’estime de soi est une attitude positive ou négative à propos du soi, qui influence la manière dont la personne se perçoit, et perçoit sa valeur dépressive. Ainsi une personne qui expérimente une satisfaction corporelle élevée aura tendance à se respecter, à se considérer comme ayant de la valeur, reconnaissant ses limites mais tentant de s’améliorer et de grandir. Au contraire d’une personne ayant une faible estime de soi, qui aura tendance à se sentir rejetée, se mépriser, se manquer de respect ou encore à avoir une image de soi négative.
Une faible estime de soi et l'insatisfaction corporelle peuvent donner lieu à d’autres conséquences plus générales telles que la diminution de l’efficacité scolaire ou la détérioration des relations sociales. En effet, une faible estime de soi affecte la motivation à réussir ou à s’intégrer. Cette insatisfaction peut notamment affecter les capacités liées aux tâches cognitives ou à la résolution de problèmes demandées dans le milieu scolaire. Il existe aussi un lien entre l’insatisfaction corporelle et l’augmentation du taux d’absentéisme due à l’anxiété concernant son apparence. Cette tendance va à nouveau dans le sens d’une diminution de la réussite scolaire.

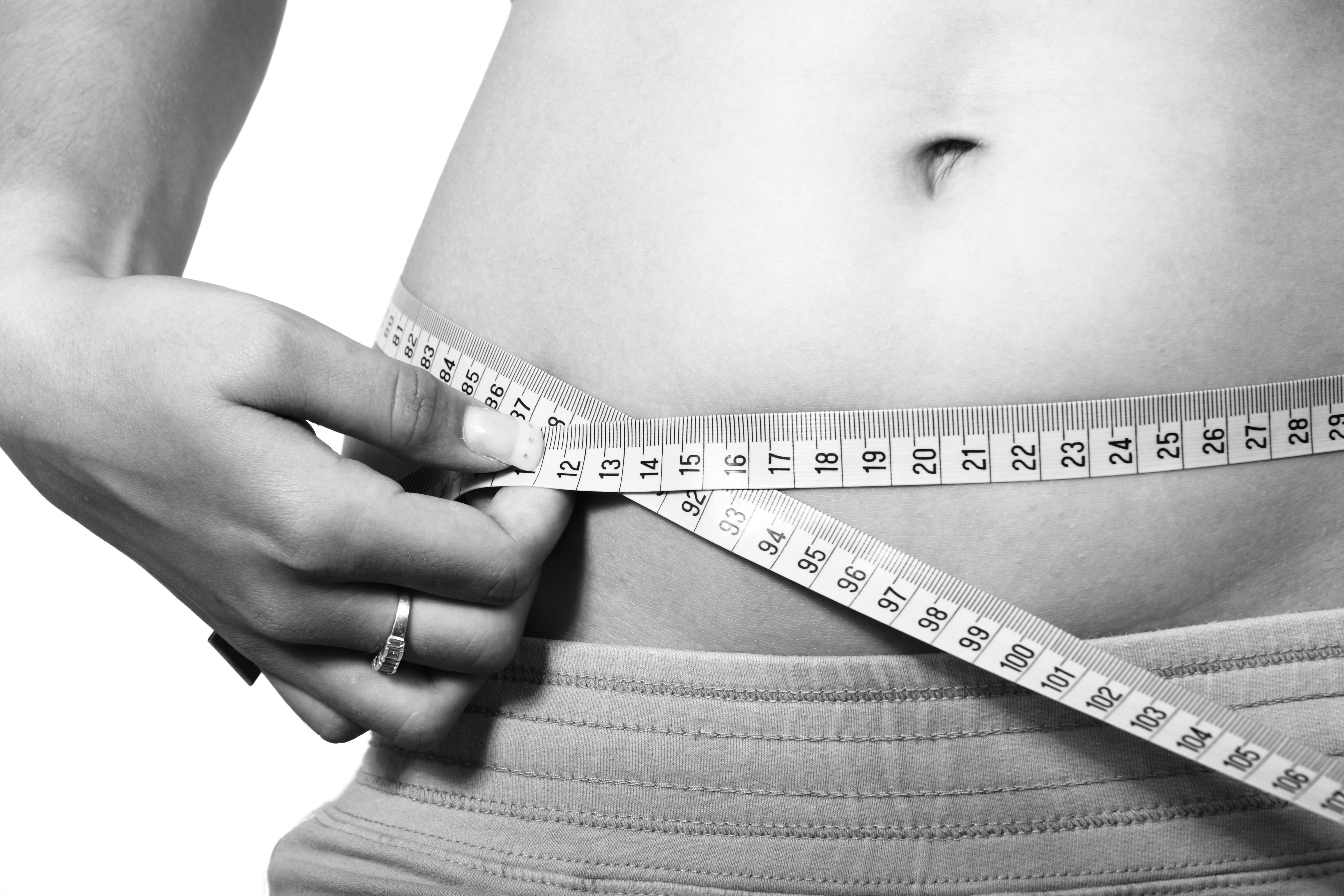
Une femme mesure son ventre.

Par ailleurs, le risque de développer des troubles alimentaires à la suite de l'expérience d’une insatisfaction corporelle ou d’une faible estime de soi est très élevé,. Les conséquences peuvent être des comportements de contrôle excessif du poids, des crises de boulimie, une faible pratique d’activité physique, ou une tendance au régime élevée, et ce tant chez les hommes que chez les femmes. Il existe aussi un risque élevé chez les hommes de développer une dysmorphie musculaire, qui est un trouble de l’image corporelle caractérisé par un désir extrême de gagner de la masse musculaire et par une peur de devenir mince . Ces comportements deviennent dangereux puisqu’ils sont associés à une prise de poids sur le long terme, et parce qu’ils peuvent entraver le fonctionnement social et professionnel de la personne. Certains hommes prennent parfois des risques en utilisant des stéroïdes de manière excessive ou en continuant de pratiquer la musculation même en cas de blessures.
Le nombre de personnes touchées par l’insatisfaction corporelle et les troubles alimentaires est en constante hausse et ce, notamment, du fait de l’idéal de minceur véhiculé par les médias. Une étude a par exemple montré que 80 % des hommes et des femmes sélectionnent un idéal du corps différent du leur. Une autre étude a montré que 50 % des filles et des jeunes femmes étaient insatisfaites de leur corps. C’est d’autant plus important puisque la beauté est un élément fondamental dans la description d’une femme et de sa valeur. Cependant, l’idéal du corps de la femme est impossible à atteindre avec des comportements bons pour la santé. Cette recherche excessive de la minceur entraîne donc des risques élevés pour la santé.
Par ailleurs, il existe aussi un lien entre l’insatisfaction corporelle et le fait de fumer.
Ainsi, les personnes satisfaites de leur corps, vont adopter sur le long terme, des comportements plus sains que celles qui expérimentent une insatisfaction corporelle. Ces comportements peuvent aller de la pratique d’une activité sportive pour le plaisir et non pour perdre du poids, à la consommation de nourriture saine comme les fruits et les légumes.